# Érize-la-Grande
Pour les articles homonymes, voir Érize.
Érize-la-Grande est un hameau et une ancienne commune française rattachée à la commune de Raival, dans le département de la Meuse et la région Lorraine.

## Toponymie
Le nom de la localité est attesté sous les formes Erisia (1066) ; Érise-la-Grande (1245) ; Erizia-Major (1642) ; Les Érizes, Erisiæ (1738) ; Érise, Erisia (1707) ; Erisia-Magna (1749) ; Erizia ou Ericia-Magna (1756).

Forme ancienne Erisia, qui a pour origine la base hydronymique de la rivière qui la traverse *ar. Erisia, de *ar suivi du suffixe -itia.

## Histoire
La commune d'Érize-la-Grande fut réunie en 1972 à celle de Raival.

## Politique et administration
| Période                                  | Période | Identité         | Étiquette | Qualité |
| ---------------------------------------- | ------- | ---------------- | --------- | ------- |
|                                          |         | Bernadette Viard |           |         |
| Les données manquantes sont à compléter. |         |                  |           |         |

## Démographie
| 1846 | 1851 | 1856 | 1936 | 1946 | 1954 | 1962 | 1968 |
| ---- | ---- | ---- | ---- | ---- | ---- | ---- | ---- |
| 325  | 313  | 303  | 126  | 116  | 107  | 93   | 103  |